# Ducat de Calàbria
|  | No s'ha de confondre amb el Ducat de la Pulla i Calàbria, Estat situat al sud de la península Itàlica del segle xi al segle xii. |

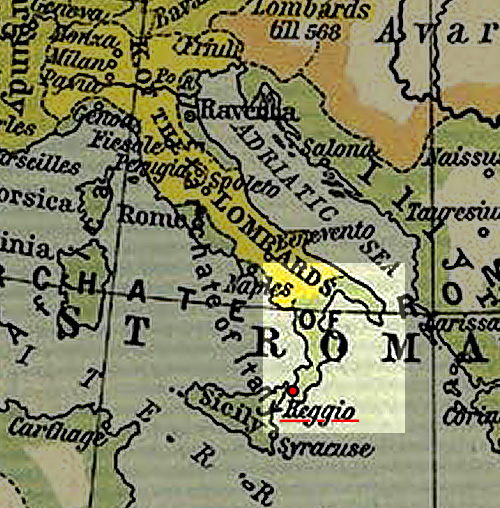
El ducat de Calàbria entre 533 i 600

El ducat de Calàbria va ser un antic ducat de sobirania romana d'Orient localitzat en la Itàlia meridional. Va sorgir durant el segle vi agregant la regió del Bruttium a la Pulla. Els seus confins septentrionals estaven constituïts per una muralla defensiva construïda per salvaguardar el territori de l'amenaça dels llombards.

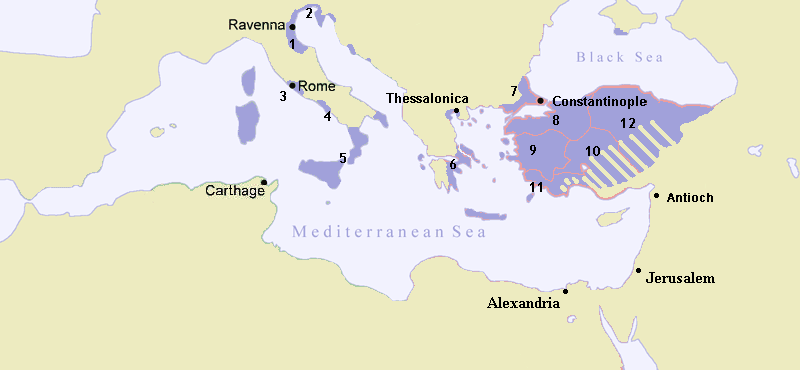
El tema el 717

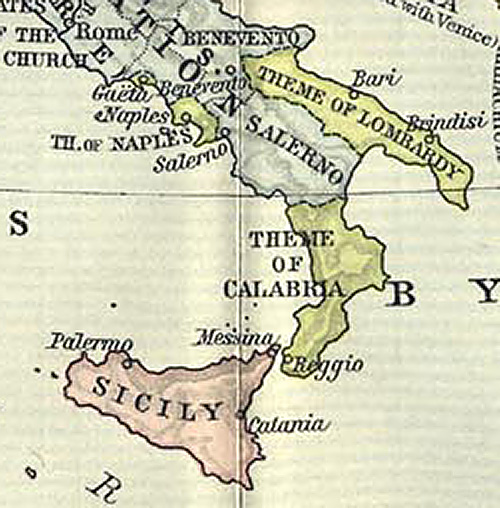
El tema de Calàbria cap a la meitat del segle VIII

El 753 el sobirà dels longobards, Aistulf de Friül, va annexar als seus propis dominis diversos territoris grecs, mentre Reggio amb bona part de Calàbria van quedar sota l'administració de Constantinoble en forma de ducat. Cap a l'inici del segle ix la Calàbria grega comprenia el territori que va de Reggio de Calàbria a Rossano, amb capital a Reggio; mentre que la restant part septentrional formava part del ducat de Benevent, que s'estenia de Cosenza a Chieti. Entre els segles viii i ix les possessions a Itàlia de l'Imperi Romà d'Orient es van reduir progressivament solament al ducat de Calàbria, que comprenia en l'època, d'una part, la Calàbria al sud de la vall del riu Crati, i de l'altra Gallipoli i Òtranto sobre la franja costanera de la Pulla, i l'emperador va haver d'enviar una flota per fer front a l'amenaça musulmana.
L'emperador romà d'Orient Basili el Macedoni (867-886) va fer de Reggio la metròpoli de les possessions gregues d'Itàlia meridional.
Els romans d'Orient van dividir el 975 el Catepanat d'Itàlia en tres àrees, el tema de Longobardia, amb capital a Bari, el tema de Calàbria, amb capital a Reggio i el tema de Lucània, amb capital a Tursi. En el curs del segle viii Reggio sorgeix com a seu episcopal del ducat.
Els grecs van ser finalment expulsats de la Itàlia meridional pels normands, que van unir el Catepanat d'Itàlia al Regne de Sicília de la casa d'Hauteville.